# Patricia Vezzuli
Patricia Vezzuli (Milano, 31 maggio 1979) è un'attrice e modella italiana.

## Biografia
La sua prima apparizione televisiva risale a Miss Italia 2001, dove fu finalista. È diventata nota, però, anni dopo, grazie alla partecipazione alla soap opera di Canale 5, Vivere, dove dal 2007 al 2008 interpretava la parte di Marianna Ponti. Ha iniziato la carriera come modella girando spot internazionali, tra Francia e Spagna. Debutta al cinema nel 2007, prendendo parte al film Aimless, diretto da Riccardo Giudici. Nel 2017 partecipa al thriller Oltre la nebbia - Il mistero di Rainer Merz. Attualmente divide la sua carriera tra televisione e teatro.

## Filmografia

### Cinema
- Aimless, regia di Riccardo Giudici (2007)
- Beyond the Mist, regia di Giuseppe Varlotta (2015)
- Oltre la nebbia - Il mistero di Rainer Merz, regia di Giuseppe Varlotta (2017)

### Televisione
- X - Rated  - sitcom (2005)
- Love Bugs - sitcom
- Call Center - programma TV, 12 episodi (2004-2006; 2009)
- Vivere - soap opera (2007-2008; Canale 5)
- Don Matteo - serie TV (2009; Rai 1)
- Un passo dal cielo - serie TV, 1 episodio (2012)
- Rex - serie TV (2013)
- Una grande famiglia - serie TV (2015)

### Cortometraggi
- Un mondo perfetto, regia di Cristiano Ceriello (2005)
- Conati d'amore, regia di Francesca Del Sette (2015)

## Teatro
- Scene dal Nuovo Mondo di Eric Bogosian, regia di Massimo Sabet (2003) - Ruolo: narratore
- Donne che vogliono tutto, regia di Luigi Russo (2010) - Ruolo: Marta
- Uomini sull'orlo di una crisi di nervi, regia di Marco Simeoli (2011) - Ruolo Livia
- Mondo Rosa, regia di Duska Bisconti (2013) - Ruolo: Samantha
- La sottoveste rossa, regia di Claudio Boccaccini (2014) - Ruolo: Clelia
- Requiem, regia di Daniele Scattina (2015)
- Quel pomeriggio di un giorno da star, regia di Ennio Coltorti (2016)